# 转基因水稻

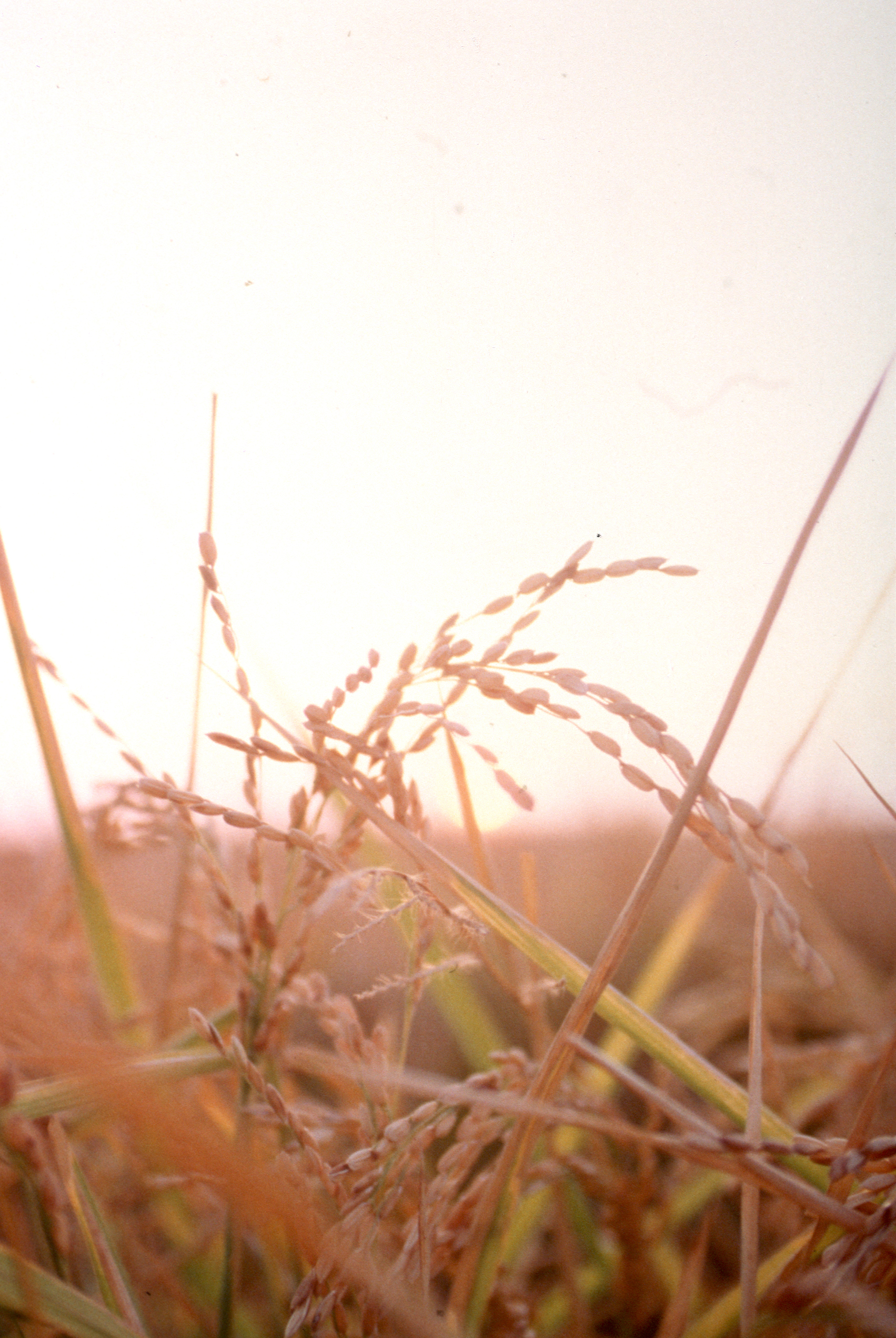
转基因水稻

转基因水稻是指经过基因改造（基因工程）的水稻品种。水稻经过改良後可增加维生素A等微量营养素、並且還能加速光合作用、對除草剂更耐受、能更好地抵抗害虫、增加谷物大小以及產生更多的营养。转基因水稻品种的种植和食用仍存在争议，並且一些国家尚未批准種植转基因水稻。